# Cyanea magnicalyx

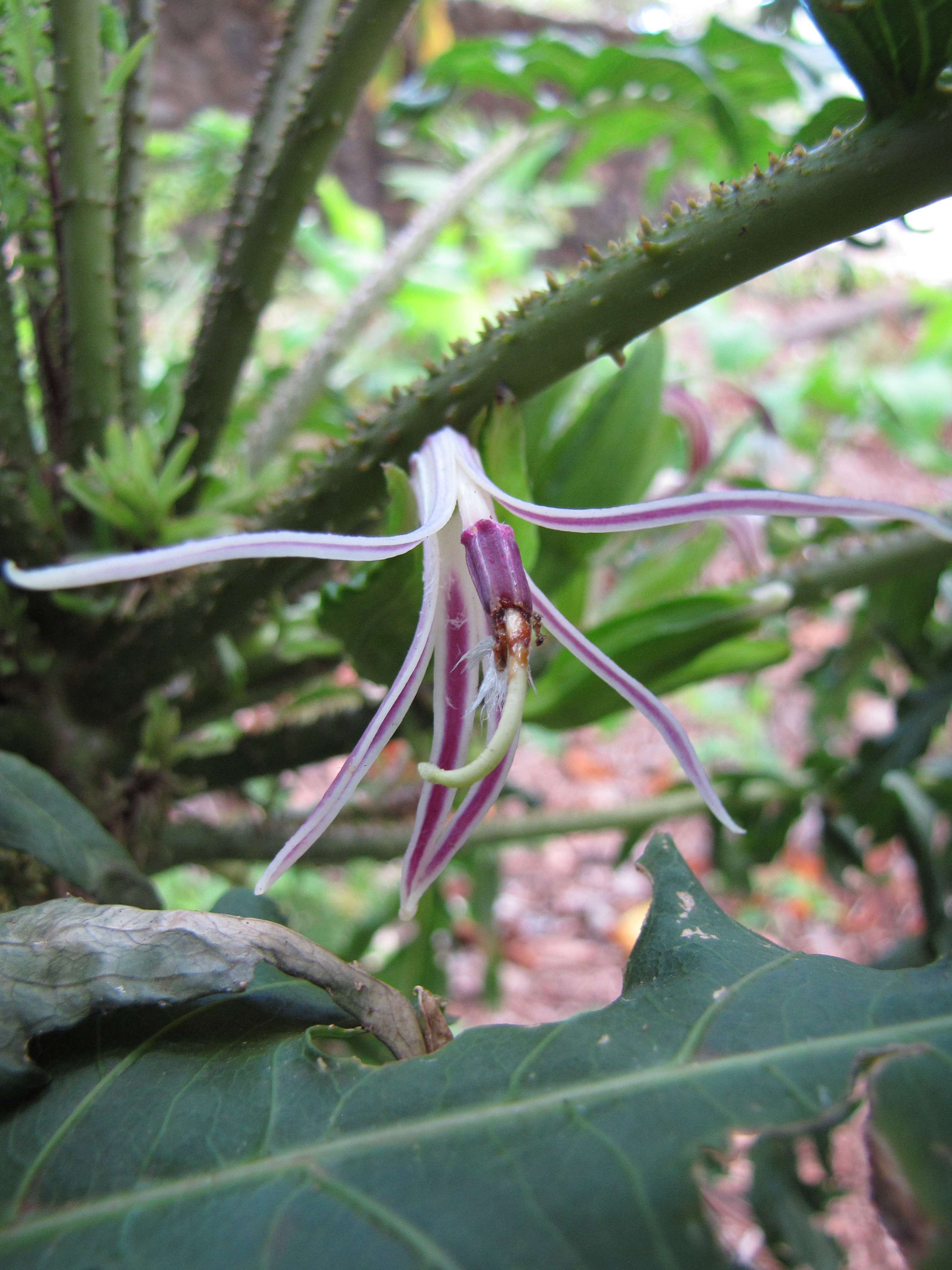
Blüte

Cyanea magnicalyx ist eine extreme seltene Pflanzenart aus der Unterfamilie der Lobeliengewächse (Lobelioideae) innerhalb der Familie der Glockenblumengewächse (Campanulaceae).

## Beschreibung
Cyanea magnicalyx ist ein Strauch, der schon im unteren Bereich verzweigt. Diese Art erreicht eine Wuchshöhe von 1,5 bis 3 m. Die elliptischen Laubblätter sind an der Oberseite grün und an der Unterseite hellgrün. Der Blattrand ist in Richtung Spitze fiederspaltig und zum Blattgrund hin verbunden gefiedert.
Der traubige Blütenstand enthält sechs bis 15 Blüten. Die Blumenkrone ist gelblichweiß mit violetten Längsstreifen. Alle fünf Staubbeutel haben Haarbüschel. Die Früchte sind gelbliche Beeren.

## Vorkommen und Status
Cyanea magnicalyx ist endemisch im Westen der Insel Maui. Diese Art kommt in halbtrockenen Wäldern oder Feuchtwäldern in Höhenlagen bis 490 Metern vor. Es gibt zwei Populationen mit einem Gesamtbestand von sechs Exemplaren. Ein ausgewachsener Strauch existiert in der Kaluanui-Schlucht, zwei ausgewachsene Sträucher und drei junge Pflanzen kommen im ʻIao Valley State Park vor.
Als Hauptgefährdung gilt die Verdrängung durch invasive Pflanzenarten wie der Erdbeer-Guave (Psidium cattleianum), Rubus rosifolius, Oplismenus hirtellus, Rubus argutus, Tibouchina herbacea und dem Afrikanischen Tulpenbaum (Spathodea campanulata). Weitere Ursachen für die Seltenheit sind Erdrutsche, Plünderung der Früchte durch Ratten und verwilderte Schweine, Überflutungen sowie die stark verminderte Vermehrungsaktivität aufgrund der wenigen verbliebenen Individuen.

## Taxonomie
Die Art Cyanea magnicalyx wurde 2004 durch Thomas G. Lammers (geb. 1955) in Novon; a Journal for Botanical Nomenclature Band 14 Teil 1, Seite 85 bis 87 erstbeschrieben.